# Маккай (Квинсленд)
Макка́й (англ. Mackay) — город в восточной части австралийского штата Квинсленд, центр одноимённого района местного самоуправления. Население города по оценкам на 2006 год составляло примерно 73 тысячи человек, а население всего района — 113 тысяч человек (2008 год). Ближайшие крупные города — Рокгемптон (расположен в 300-x километрах к югу) и Таунсвилл (расположен в 330 километрах к северо-западу).

## География

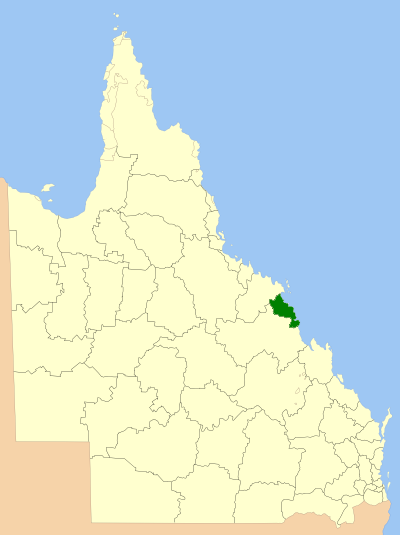
Расположение района

Маккай расположен на берегу Кораллового моря. С западной стороны район ограничивает Большой Водораздельный хребет, с гор которого стекают короткие порожистые реки. Долины этих рек оказались идеальным местом для выращивания сахарного тростника, отсюда и прозвище города Маккай — «сахарная столица» Австралии. Река Пайонир (англ. Pioneer River) — главная река района, её длина составляет 120 км.
На расстоянии 50 километров от побережья Маккая начинаются острова Большого барьерного рифа.

## История
До прихода европейцев в районе Маккай традиционно проживали австралийские аборигены племен йуибера (англ. Yuibera).
Первым европейцем, проплывшим мимо берегов Маккайя был Джеймс Кук. Это было 1 июня 1770 года, во время его первого кругосветного плавания. Кук присвоил названия нескольким местным ориентирам, включая мыс Палмерстон (англ. Cape Palmerston), мыс Слэйд-Пойнт (англ. Slade Point) и мыс Хиллсборэ (англ. Cape Hillsborough). После Джеймса Кука были и другие исследователи, проплывавшие мимо берегов Маккайя, но до 1860 года не проводилось исследований внутренних территорий района.
В январе 1860 года из города Армидейл (Новый Южный Уэльс) вышла исследовательская группа из восьми человек, руководимая Джоном МакКроссином и Джоном Маккаем. Исследователи отправились на север, в поисках новых пастбищ для скота. Двое членов группы не пошли дальше Рокгемптона, являвшегося в те годы самым крайним крупным северным поселением. Оставшиеся исследователи, пройдя на север еще 300 километров, в мае 1860 года, вышли в долину реки Пайонир. Они спустились в долину, определили места для будущих пастбищ, исследовали реку до самого устья и назвали её «Маккай». Во время возвращения все члены группы заболели лихорадкой и один из них умер.
В январе 1862 года Джон Маккай вернулся в этот район, приведя с собой 1 200 голов крупного рогатого скота и основал первое поселение «Гринмаунт» (англ. Greenmount). Через два года, в сентябре 1864 года право на управление территорией передается Джеймсу Старру. В 1865 году в районе впервые был посажен сахарный тростник. 22 сентября 1869 года район получает право на самоуправление и создается муниципальный совет района Маккай. В 1875 году болезнь уничтожает все посевы сахарного тростника. Во время «сахарного бума» 1879—1884 годов резко возрастают посевные площади, отданные под тростник, строятся перерабатывающие фабрики. Население района быстро возрастает до 3 000 человек, в основном за счет переселенцев из северной Европы. В 1903 году поселению присваивают статус города с именем «Маскау» (англ.), а в 1914 году Маккай скончался.

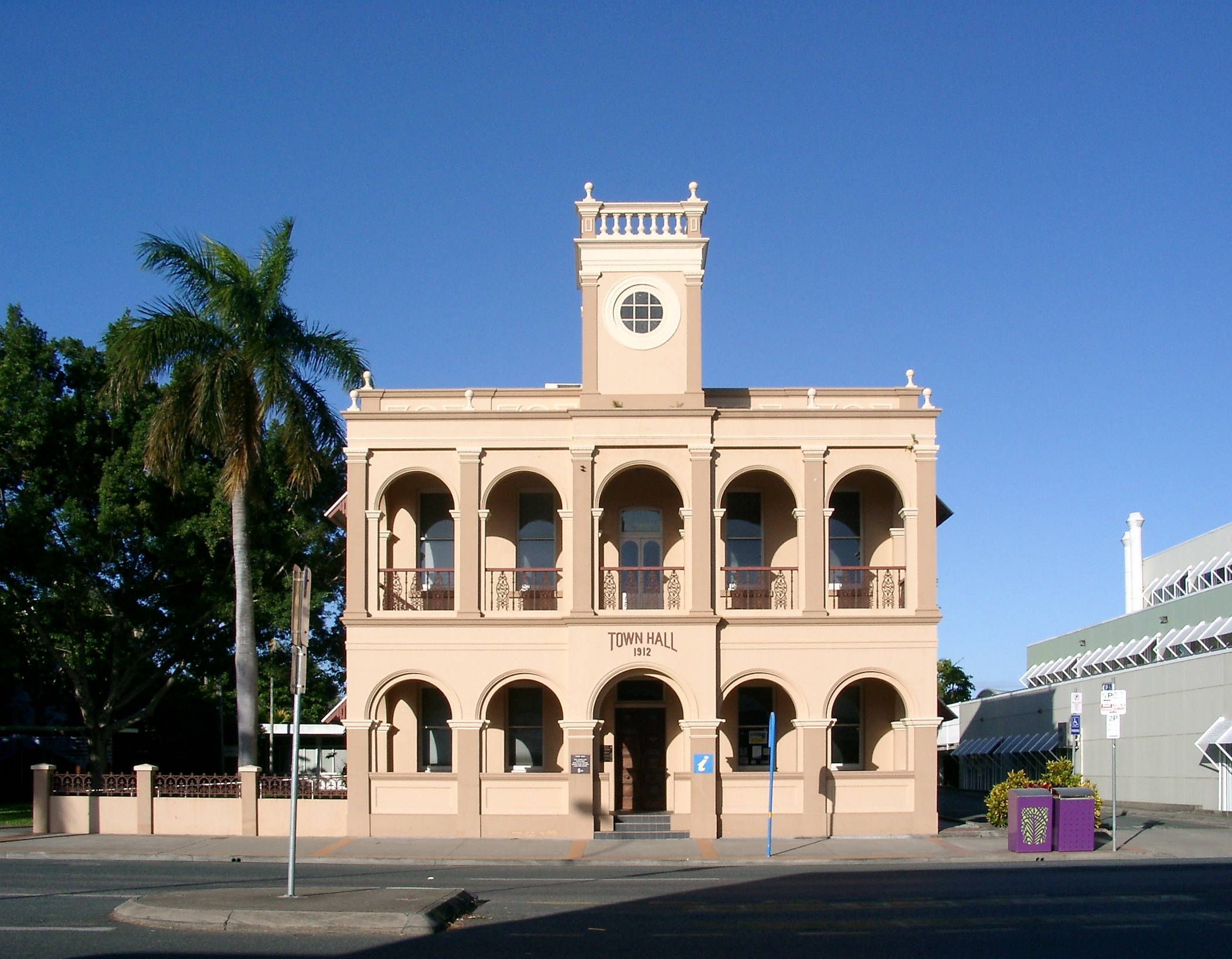
Здание мэрии (1912 год), Маккай

21 января 1918 года на район обрушился самый сильный в истории Австралии тропический циклон — «Маккай». Циклон пришел с севера, сразу после восхода солнца, он сопровождался ураганным ветром и проливным дождем. В течение 30 минут все барометры показывали самое минимальное давление, вода в реке поднялась на 2,3 метра выше уровня весеннего разлива. По словам очевидцев по центральным улицам города гуляли волны высотой в 2,5 метра. В итоге в городе уцелело всего несколько строений. Городская система связи была выведена из строя и в течение пяти дней после урагана внешний мир не знал о его последствиях, что породило спекуляции о полном уничтожении города. В течение следующего месяца начала развиваться эпидемия бубонной чумы, еще больше увеличившая количество человеческих жертв.

## Инфраструктура

### Вода

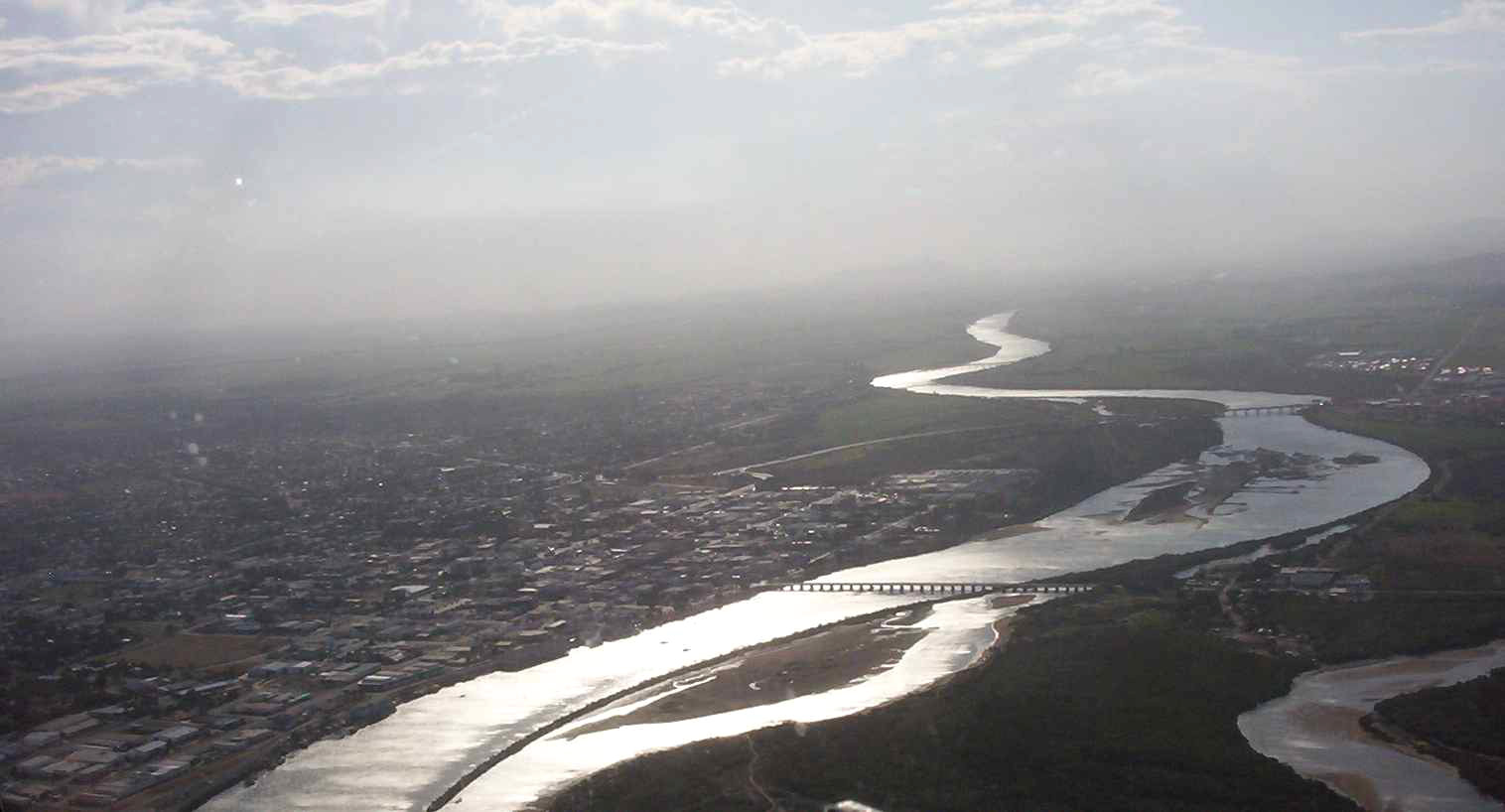
Река Пайонир

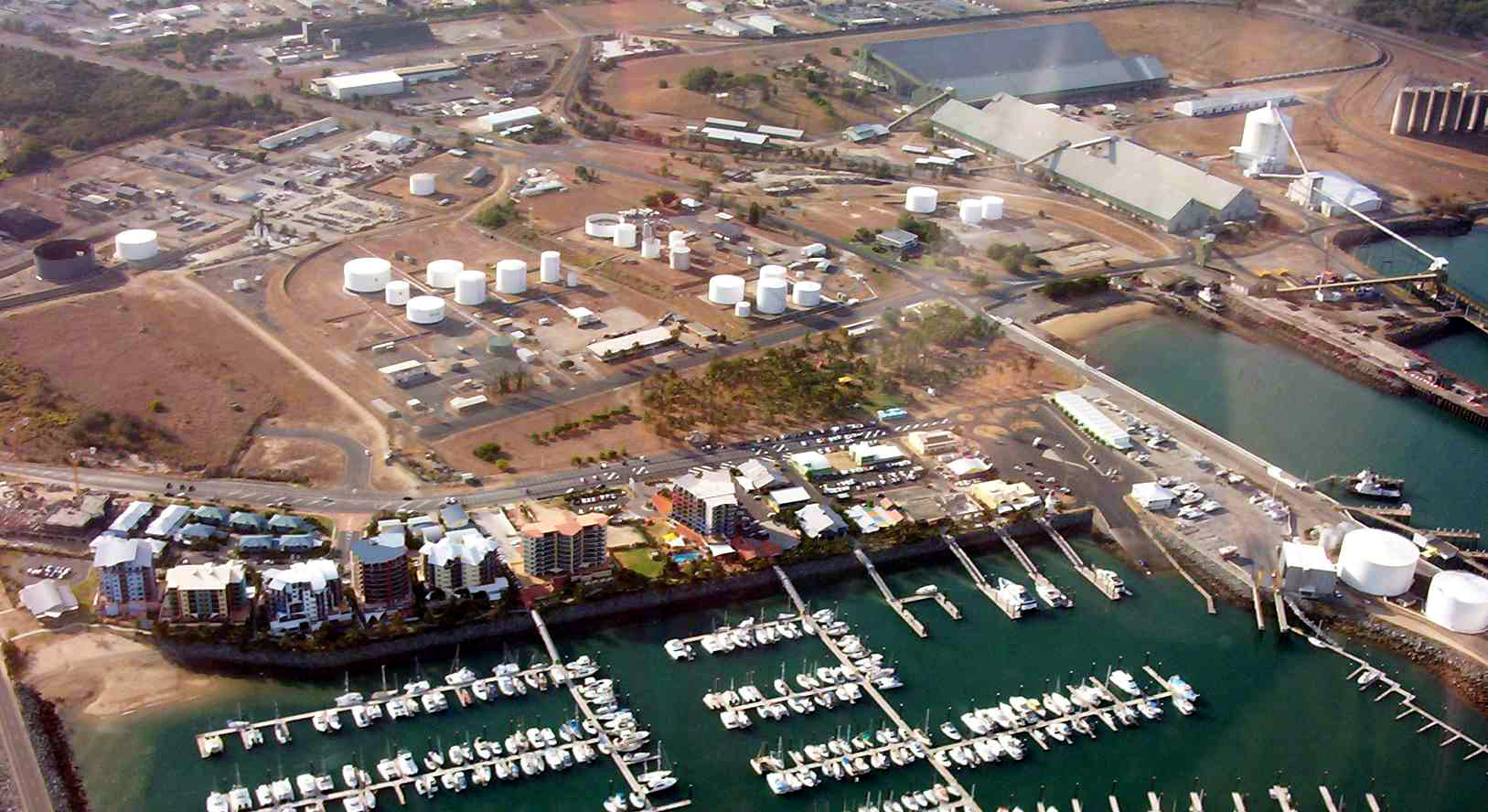
Порт Маккай

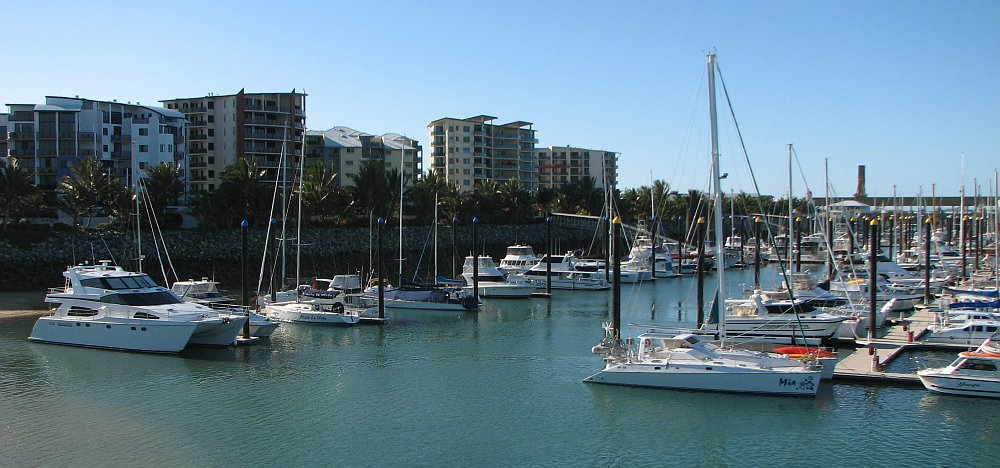
Причалы частных катеров и яхт, порт Маккай

Из-за отсутствия на всей территории штата Квинсленд крупных водохранилищ в районе Маккая бывают периоды, когда ощущается нехватка пресной воды. Основным источником пресной воды является река Пайонир. На реке построены несколько плотин, которые создают искусственные водохранилища пресной воды. В летний сезон дождей водохранилища наполняются водой, которая используется целый год для нужд сельского хозяйства и населения района.
На границе районов Маккай и Айзак, в 80 километрах западнее города Маккай расположена плотина «Еунгелла» (англ. Eungella Dam). Плотина была построена в 1969 году для ирригационных целей и производства электроэнергии. Образовавшееся озеро имеет среднюю глубину 14,7 метра и содержит 131 миллион м³ воды. В настоящее время озеро пользуется популярностью у любителей рыбной ловли.
В 1977 году, с помощью строительства дамбы «Кинчант» (англ. Kinchant Dam), было создано искусственное озеро. Во время полного заполнения средняя глубина озера составляет 6,8 метра и содержит 62,8 миллионов м³ воды.

### Транспорт
Маккай является локальным транспортным узлом в восточной части Квинсленда. Автотранспорт — основной вид транспорта. Через город проходит железная дорога, за городом расположены морской порт и аэропорт местного значения.
Автомагистраль «Брюс» (англ. Bruce Highway) идет вдоль побережья штата Квинсленд и пересекает Маккай с юга на север. Двигаясь по ней на юг, можно добраться до столицы штата — Брисбена, а двигаясь на север, можно попасть в самый северный город Квинсленда — Кэрнс. Автомагистраль «Пик-Даун» (англ. Peak Down) ведет к городам, расположенным на западе, в центральной части штата. Общественный транспорт города включает автобусное сообщение между всеми основными районами города, прибрежной зоной и аэропортом. Через город проходит железная дорога «Норт-Кост» (англ. North Coast railway line). По железной дороге от Брисбена до Маккая — 960 километров, далее на север, от Маккая до Кэрнса — 720 километров.
Порт Маккай объединяет морской грузовой порт и причалы для частных катеров и яхт (англ. Mackay Marina). Порт защищен от морских волн искусственным насыпным заграждением. Грузовой порт имеет четыре причала, оборудование погрузки-разгрузки различных видов грузов, в том числе сыпучих и жидких. В год порт принимает около 150 транспортных кораблей и является четвертым по грузообороту портом Квинсленда.
В 40 километрах южнее Маккая расположен порт Хей-Пойнт (англ. Hay Point), являющийся одним из крупнейших портов мира, специализированных на экспорте угля. Порт оснащен двумя отдельными погрузочными терминалами. Уголь в порт доставляется по железной дороге от мест его добычи в центральных районах Квинсленда.
На южной окраине города расположен небольшой аэропорт местного значения — Аэропорт Маккай. Основное направление аэропорта — рейсы до Брисбена. Также есть рейсы до других крупных городов, включая Мельбурн, Сидней, Рокгемптон, Гладстон, Таунсвилл и Кэрнс. Ближайший международный аэропорт — Аэропорт Брисбен.

## Достопримечательности
Несмотря на расположенный рядом Большой барьерный риф, знаменитые на всю Австралию острова Уитсанди (англ. Whitsunday Islands) и другие достопримечательности, туристический бизнес района практически не развит.

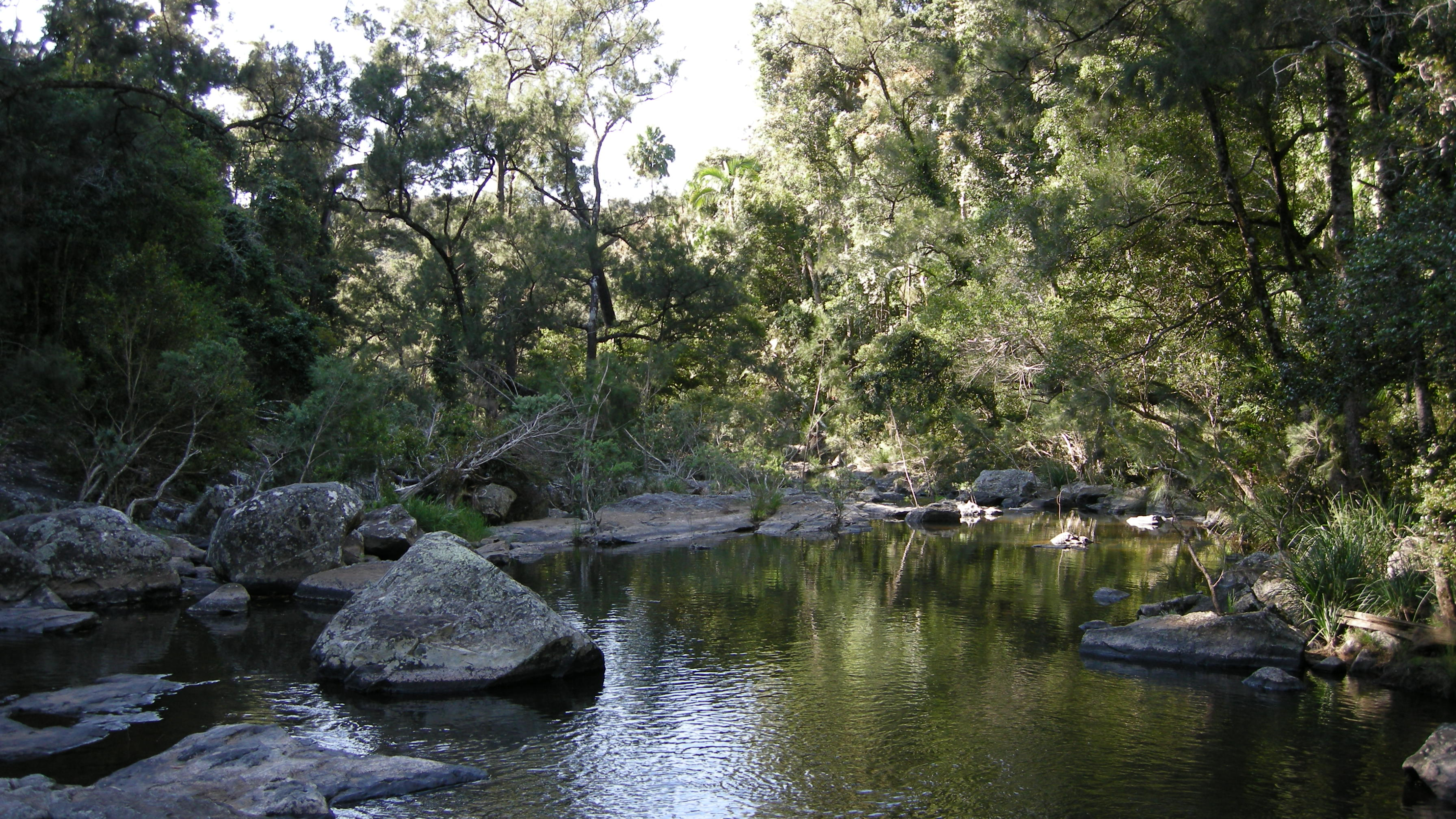
Национальный парк Еунгелла

Песчаные пляжи. По побережью района Маккай расположены более 30 небольших пляжей. Ближе всего к городу расположены пляжи Иллавонг (англ. Illawong), Фар (англ. Far) и Таун (англ. Town). Самый популярный и развитый по инфраструктуре — пляж Харбор (англ. Harbour Beach), расположенный рядом с частными причалами (англ. Mackay Marina). В прибрежной зоне, рядом с пряжами Долфин-Хедс (англ. Dolphin Heads), Шоул-Пойнт (англ. Shoal Point), Блек-Бич (англ. Blacks Beach), Хаф-Тайд (англ. Half Tide Beach), Кемпвин-Бич (англ. Campwin Beach) возникли небольшие поселения.
Ботанический сад (англ. Mackay Regional Botanic Gardens) был открыт в 2003 году. Бо́льшая часть растений местного происхождения, из центрального Квинсленда. До 2003 года здесь располагался парк под названием «Лагуна» (англ. The Lagoons).
Национальный парк Еунгелла (англ. Eungella National Park) расположен в 80 километрах западнее города Маккай. Территория парка покрыта тропическими дождевыми лесами. Парк получил известность благодаря обитающим в нём утконосам, это уникальное животное является одним из символов Австралии. На территории парка расположены два пика, максимальная высота каждого из них — 1 259 метров. Эти горы являются западной границей долины реки Пайонир. Несмотря на то, что Еунгелла расположен в субтропиках в 1964 и 2000 годах здесь было зарегистрировано выпадение снега. Несколько раз в течение года температура в парке может опускаться ниже нуля.

## Климат
Маккай расположен на границе двух климатических зон — субтропической и тропической. По средней температуре он ближе к «субтропическим» городам, расположенным южнее — Рокгемптону и Гладстону, а по количеству осадков к «тропическим» городам, расположенным севернее — Таунсвиллу и Кэрнсу.
В году здесь можно выделить два различных периода — сезон дождей, который длится с декабря по апрель и сухой сезон с мая по ноябрь, в среднем за год выпадает около 1660 мм осадков. Летом, в течение дня, температура может превышать 30 °C, а к ночи снижается до 22 °C. В течение зимы дневная температура колеблется около 23 °C, средняя ночная температура около 13 °C.
В сезон дождей река Пайонир может разливаться. Самое сильное наводнение было зарегистрировано в феврале 1958 года. Наводнение было вызвано проливными дождями, в течение 24 часов выпало 878 мм осадков. На пике наводнения вода в реке превысила нормальный уровень на 9 метров. Река вышла из берегов и в течение нескольких часов затопила долину и сам город. Последнее крупное наводнение произошло 15 февраля 2008 года. В течение 6 часов выпало 600 мм осадков, пострадало около 2000 домов.
| Показатель                                                              | Янв.  | Фев.  | Март  | Апр.  | Май  | Июнь | Июль | Авг. | Сен. | Окт. | Нояб. | Дек.  | Год    |
| ----------------------------------------------------------------------- | ----- | ----- | ----- | ----- | ---- | ---- | ---- | ---- | ---- | ---- | ----- | ----- | ------ |
| Средний суточный максимум, °C                                           | 30,3  | 29,9  | 29,0  | 27,2  | 24,8 | 22,7 | 22,0 | 23,1 | 25,3 | 27,7 | 28,9  | 30,4  | 26,8   |
| Средний суточный минимум, °C                                            | 23,2  | 22,9  | 22,0  | 19,3  | 15,9 | 13,3 | 11,5 | 12,5 | 15,4 | 18,4 | 20,6  | 22,4  | 18,1   |
| Норма осадков, мм                                                       | 334,9 | 318,2 | 307,7 | 151,5 | 94,0 | 67,5 | 41,1 | 26,2 | 39,6 | 45,8 | 74,3  | 164,4 | 1667,2 |
| Источник: http://www.bom.gov.au/climate/averages/tables/cw_033046.shtml |       |       |       |       |      |      |      |      |      |      |       |       |        |